# Debates presidenciales de Estados Unidos de 2020
Los debates presidenciales de los Estados Unidos de 2020 es una serie de cara a cara entre los principales candidatos a las elecciones presidenciales de los Estados Unidos de 2020, Donald Trump y Joe Biden. El primer debate tuvo lugar el 29 de septiembre de 2020 y otros dos se programaron, inicialmente, para el 15 y el 22 de octubre, aunque tras el brote de COVID-19 en la Casa Blanca, se dejaron los siguientes debates "en el aire". El único debate entre los dos principales candidatos a la vicepresidencia, Mike Pence y Kamala Harris, fue el 7 de octubre de 2020 a pesar del ingreso hospitalario de Trump por coronavirus.

## Debates patrocinados por la Comisión de Debates Presidenciales
El 11 de octubre de 2019, la Comisión de Debates Presidenciales (CPD por las iniciales de su nombre en inglés, Commission on Presidential Debates) anunció que albergaría cuatro debates. Tres de los cuatro debates presidenciales serán entre el actual presidente Donald Trump, el candidato demócrata y exvicepresidente Joe Biden y cualquier otro participante que califique. Un debate será un debate vicepresidencial entre el actual vicepresidente Mike Pence, la candidata demócrata a la vicepresidencia Kamala Harris y cualquier candidato de un tercer partido que cumpla con los criterios.
A finales de 2019, Trump afirmó que los debates de 2016 eran "sesgados". Luego de reunirse con su gerente de campaña, el copresidente de la comisión dijo que "el presidente quería debatir, pero tenían preocupaciones sobre si hacerlo o no con la Comisión". Trump también solicitó debates adicionales a los tres tradicionales, que la campaña de Biden rechazó. A finales de junio, representantes de la campaña de Biden confirmaron que habían aceptado el calendario original.
En agosto, el CPD rechazó una solicitud de la campaña de Trump para cambiar los debates a una fecha anterior, o para agregar un cuarto debate en relación con la votación por correo.
El 27 de agosto, la demócrata Nancy Pelosi, presidenta de la Cámara de Representantes, sugirió que Biden debería saltarse los debates, afirmando que Trump "probablemente actuará de una manera que está por debajo de la dignidad de la presidencia". Biden respondió diciendo que quiere seguir adelante y participar para poder "ser un verificador de hechos in situ mientras estoy debatiendo [sobre Trump]".

### Cualificación de candidatos
Para calificar para los debates patrocinados por la Comisión de Debates Presidenciales, los candidatos presidenciales deben cumplir con los siguientes criterios; los candidatos a vicepresidente califican por ser el compañero de fórmula de un candidato presidencial calificado:
- Ser constitucionalmente elegible para ocupar la presidencia.
  - Tener al menos 35 años al momento de asumir el cargo .
  - Ser ciudadano de los Estados Unidos por nacimiento y haber sido residente de los Estados Unidos durante catorce años desde que asumió el cargo .
  - Ser elegible de otra manera bajo la Constitución.
    - El Artículo I, Sección 3, Cláusula 7, da al Senado de los Estados Unidos la opción de descalificar para siempre a cualquier persona condenada en un proceso de destitución para ocupar un cargo federal.[11]
    - La Sección 3 de la Decimocuarta Enmienda prohíbe ser presidente a cualquier persona que haya hecho un juramento para apoyar la Constitución y luego se haya rebelado contra Estados Unidos. Sin embargo, esta descalificación puede ser levantada por el voto de dos tercios de cada cámara del Congreso.[12]
    - La 22.ª Enmienda prohíbe que cualquier persona sea elegida para la presidencia más de dos veces (o una vez si la persona se desempeña como presidente o presidente en funciones durante más de dos años de un período presidencial para el que originalmente se eligió a otra persona).[13][14]
- Aparecer en un número suficiente de papeletas para tener la posibilidad matemática de obtener una mayoría de votos en el Colegio Electoral .
  - En teoría, esto significa que un candidato podría ganar las elecciones a pesar de no cumplir con este criterio y, por lo tanto, no calificar para los debates, ya que un candidato puede ganar las elecciones a pesar de tener un voto minoritario en el Colegio Electoral. En la práctica, esto solo ha sucedido una vez.
- Tener un nivel de apoyo de al menos el 15% del electorado nacional según lo determinado por cinco organizaciones nacionales de encuestas de opinión pública seleccionadas por la comisión, utilizando el promedio de los resultados reportados más recientemente por esas organizaciones en el momento de la determinación. Las cinco encuestas se eligieron con el asesoramiento de Frank Newport de Gallup, en función de cómo Frank y la Comisión percibieron estos criterios: 
  - La frecuencia confiable de votación y el tamaño de la muestra utilizado por la organización de votación.
  - La solidez de la metodología de la encuesta empleada por la organización de votación.
  - La longevidad y reputación de la organización electoral.
  - Las cinco encuestas son:[15]
    - Encuesta de ABC / Washington Post
    - Encuesta de CNN
    - Encuesta de Fox News
    - Encuesta de NBC / Wall Street Journal
    - NPR / PBS NewsHour / Encuesta Marista

### Primer debate presidencial (Case Western Reserve University)
El primer debate se llevó a cabo el martes 29 de septiembre de 2020, de 21:00 a 22:30, en el Samson Pavilion del Health Education Campus (HEC), cedido por la Case Western Reserve University y la Cleveland Clinic en Cleveland. Chris Wallace de Fox News moderó el debate.
El debate estaba originalmente programado para tener lugar en el Phillip J. Purcell Pavilion ubicado dentro del Edmund P. Joyce Center en la Universidad de Notre Dame en Indiana, pero Notre Dame se retiró como sitio anfitrión el 27 de julio de 2020, debido a preocupaciones sobre la pandemia de COVID-19.

#### Formato y debate
El debate se dividió en seis segmentos: "Los registros de Trump y Biden, la Corte Suprema, la pandemia del coronavirus, las tensiones raciales a raíz de las protestas por la muerte de George Floyd, la integridad electoral y la economía". Cada uno fue de aproximadamente 15 minutos de duración; Wallace presentó cada tema y le dio a cada candidato dos minutos para hablar, seguido de una discusión facilitada entre ellos. Por lo general, no se mantuvo el tiempo asignado; Trump interrumpió e insultó repetidamente a Biden durante las respuestas a las preguntas iniciales, así como durante la discusión facilitada, y Wallace lo reprendió varias veces por hacerlo. En un momento dado, se hizo viral el comentario de Biden a Trump: "¿Te vas a callar, hombre?".
Durante el debate, Trump se negó a condenar categóricamente a los grupos supremacistas y milicianos blancos, en referencia a los Proud Boys y los incidentes relacionados con este grupo, y afirmó falsamente que la violencia extremista "no es un problema de derecha". Trump respondió con "Proud Boys, retroceda y espere" — un comentario que algunos miembros de ese grupo de extrema derecha, así como otros, interpretaron como un llamado a las armas. Sus comentarios también generaron numerosas críticas. El exsenador Rick Santorum dijo más tarde que fue un "gran error" de Trump no condenar la supremacía blanca. El equipo de Trump no estuvo de acuerdo con estas críticas, argumentando que Trump ha "denunciado continuamente" a los supremacistas blancos y lo hizo dos veces durante el debate.

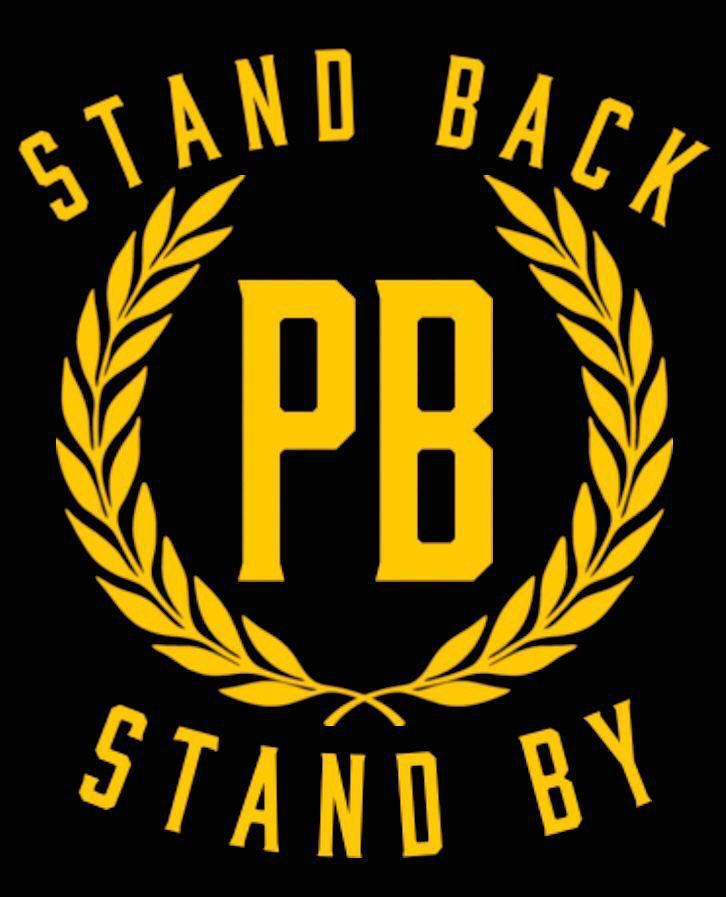
Las polémicas palabras de Trump, convertidas en eslogan de Proud Boys, al entenderlas como una orden de espera hasta que llegue el momento adecuado, celebradas por sus líderes y condenadas por Biden.

El 30 de septiembre, en Alliance, Ohio, Biden citó la declaración de Trump sobre Proud Boys "stand by" como "stand ready". Respondiendo a una pregunta sobre cuál es su mensaje para el grupo, dijo "cese y desista".
Durante el debate, Biden pidió a los departamentos de policía que envíen psiquiatras junto con oficiales de policía durante las llamadas al 911 para evitar que la policía use la fuerza.
Trump prosiguió en la teoría de la conspiración infundada sobre el fraude electoral. Además dijo, sin pruebas, que los precios de los medicamentos caerán "80 o 90 por ciento", cuando los medicamentos de marca se han vuelto más costosos durante su mandato. Trump dijo falsamente que está obteniendo insulina "tan barata que es como agua", cuando los precios de la insulina siguen siendo relativamente altos. Trump comentó falsamente que la economía antes de la pandemia era "la economía más grande en la historia de nuestro país" y que había recuperado 700.000 puestos de trabajo en la fabricación, cuando ha habido una pérdida neta de 250.000 puestos de trabajo de fabricación durante su mandato. Por el contrario, Biden se equivocó cuando dijo que el déficit comercial con China es mayor y dijo falsamente que los delitos violentos aumentaron cuando solo aumentó la tasa de homicidios.
Biden criticó las acciones de Trump sobre COVID-19, pero Trump acusó a Biden de que una presidencia de Biden resultaría en 2 millones de muertes, no 200,000, en parte debido a la oposición de Biden a las prohibiciones de viaje. Biden citó su papel en algunas muertes por H1N1 mientras era vicepresidente. Trump dijo que era un asunto diferente, no una pandemia.

#### Recepción
Una encuesta de CNN / SSRS posterior al debate encontró que el 60% de los espectadores del debate pensaban que Biden había ganado y el 28% pensaba que lo había hecho Trump, con un margen de error de 6 puntos. Según una encuesta de CBS News realizada después del debate, el 48% de las personas pensó que Biden ganó y el 41% de las personas pensó que lo hizo Trump, mientras que el 10% lo consideró un empate, con un margen de error de 3 puntos. En la misma encuesta, el 83% de los encuestados creía que el tono del debate era negativo, mientras que el 17% creía que era positivo. Chris Cillizza de CNN dijo que era "el peor debate que he cubierto en mis dos décadas de hacer este trabajo".
El debate fue ampliamente criticado por los presentadores de varias cadenas de televisión que habían transmitido el debate, inmediatamente después de que terminó de transmitirse. Jake Tapper de CNN declaró: "Eso fue un desastre, dentro de un incendio en un contenedor de basura, dentro de un accidente de tren", y calificó el debate como una "desgracia"; Dana Bash continuó con esas críticas y calificó el debate de un "espectáculo de mierda". Martha Raddatz de ABC dijo: "Este no fue un debate presidencial, fue una lucha de barro", y el copresentador George Stephanopoulos también dijo que "como alguien que ha visto debates presidenciales durante 40 años [...] ese fue el peor debate presidencial que he visto en mi vida ”. Jon Karl de la cadena siguió afirmando que "Donald Trump apareció como un matón". Trump fue criticado por el coanfitrión de Fox &Friends, Brian Kilmeade, por no condenar la supremacía blanca, diciendo que "arruinó la mayor bandeja en la historia de los debates".
Los medios de habla española recogieron las sensaciones de forma unísona, coincidiendo con las malas formas, la cacofonía al solaparse las voces, las interrupciones constantes y la falta de contenidos en forma de propuestas de futuro para el país, resaltando "el caos y los ataques personales" así como la estrategia del presidente por ir "al límite todo, entrar al barro y ensuciarse, molestar, saltarse las normas, gritar con o sin motivo", siendo calificado como una "batalla de gallos" o directamente, como una "pelea callejera".
En respuesta a las críticas, la Comisión de Debates Presidenciales prometió que los debates futuros serían más civilizados y dijo en un comunicado: "El debate de anoche dejó en claro que se debe agregar una estructura adicional al formato de los debates restantes para asegurar una discusión más ordenada. de los problemas. El CPD considerará cuidadosamente los cambios que adoptará y anunciará esas medidas en breve ". La declaración no dio más detalles sobre lo que implicarían "estructura adicional" y "cambios". A pesar de las críticas a su moderación, el CPD defendió la capacidad de moderación de Wallace elogiando su "profesionalismo y habilidad".
| Cadena                              | Audiencia  | Audiencia           |
| Cadena                              | Número     | Media de edad 25–54 |
| ----------------------------------- | ---------- | ------------------- |
| Fox News                            | 17,812,000 | 5,308,000           |
| American Broadcasting Company (ABC) | 12,620,000 | 4,886,000           |
| National Broadcasting Company (NBC) | 9,666,000  | 4,114,000           |
| Cable News Network (CNN)            | 8,287,000  | 3,524,000           |
| MSNBC                               | 7,189,000  | 1,726,000           |
| Columbia Broadcasting System (CBS)  | 6,379,000  | 2,185,000           |
| Fox Broadcasting Company            | 5,436,000  | 2,473,000           |

### Debate vicepresidencial (Universidad de Utah)
Después de las dudas sobre si se podría celebrar el único debate entre los candidatos a la vicepresidencia a raíz del brote de COVID-19 en la Casa Blanca, el 7 de octubre de 2020 se llevó a cabo a las 19:00, hora local, en Kingsbury Hall de la Universidad de Utah en Salt Lake City. Aunque ambos candidatos dieron negativo en el test que se realizaron previos al debate, la organización decidió tomar medias adicionales, como la mayor separación entre los dos políticos y la instalación de una pantalla de plexiglás. La moderación del debate fue a cargo de Susan Page, periodista y directora de la sede del periódico USA Today en Washington.
A diferencia del primer debate entre Biden y Trump, ampliamente calificado como "caótico" y centrado en los ataques personales, el cara a cara entre los vicepresidentes destacó por un tono mucho más sosegado, destacando especialmente el gran número de interrupciones del candidato Pence, llegando a hacer caso omiso de la moderadora. Los argumentos giraron en torno a la gestión de la pandemia de coronavirus, donde Harris echó en cara la "mala gestión" de su administración, a lo que Pence respondió que bajo su punto de vista, el expresidente demócrata, Barack Obama, "lo hizo peor" durante la pandemia de gripe A de 2009-2010.

### Segundo debate presidencial (Centro Adrienne Arsht para las Artes Escénicas)
El segundo debate fue programado para el jueves 15 de octubre de 2020 de 19:00 a 20:30, hora local, en el Adrienne Arsht Center for the Performing Arts en Miami. Tras el Brote de COVID-19 en la Casa Blanca, la fecha de ese segundo debate quedó "en el aire", a la espera de cómo evolucione la cuarentena y su estado de salud. Posteriormente, tras la salida del hospital del presidente, se puso sobre la mesa la posibidad de hacer el debate virtual con el fin de evitar contagios al personal que rodea al presidente, así como a los asistentes al mismo, una opción a la que el propio Donald Trump se negó.
Este debate está programado originalmente para celebrarse en el Crisler Center de la Universidad de Míchigan en Ann Arbor, Míchigan, pero la Universidad de Míchigan se retiró como anfitrión el 23 de junio de 2020, debido a preocupaciones de salud pública derivadas de la pandemia de COVID-19. Steve Scully de C-SPAN moderará el debate. Este debate será, finalmente, en la sala de reuniones del ayuntamiento.

### Tercer debate presidencial (Universidad de Belmont)
El tercer y último debate está programado para el jueves 22 de octubre de 2020 de 20:00 a 21:30, hora local, en el Curb Event Center de la Universidad de Belmont en Nashville, Tennessee, quedando igualmente afectado por el brote. Kristen Welker de NBC moderó el debate final.

## Debates patrocinados por la Free & Equal Elections Foundation

### Primer debate abierto (Hilton Chicago)
A principios del 4 de marzo de 2020, la Free & Equal Elections Foundation celebró un debate en el Hotel Hilton de Chicago, que incluyó a varios candidatos de terceros partidos, así como a candidatos menores afiliados a los partidos demócrata y republicano.

### Segundo debate abierto
Para las elecciones generales, la Free & Equal Elections Foundation está programada para albergar un debate el 8 de octubre de 2020 en Denver, Colorado, con participación limitada a los candidatos en la boleta electoral en al menos ocho estados.